# Tâm sự ngày xuân
"Tâm sự ngày xuân" (hay còn gọi là bài "Tâm sự nàng xuân") là một bài hát do nhạc sĩ Hoài An sáng tác vào năm 1967, nói về dịp Tết cổ truyền và các phong tục ngày Tết Việt Nam trước năm 1975.

## Nội dung
Bài hát nói về tâm sự của một người lính đón Xuân nơi tiền đồn, đóng quân bên một đồi hoa mai đua nở khi vào mùa Xuân.

## Ca sĩ thể hiện
Trước năm 1975, bài hát được một số ca sĩ thể hiện như: Thanh Thúy, Băng Châu, Sơn Ca. Sau này được các ca sĩ trong và ngoài nước thể hiện: Như Quỳnh, Hương Thủy, Cẩm Ly, Dương Kim Ánh. Năm 2018, bài hát được cấp phép và được Đàm Vĩnh Hưng biểu diễn trong chương trình Gala chào Xuân 2018.